# Новая Никольская
Новая Никольская — деревня в Каргапольском районе Курганской области. Входит в состав Чашинского сельсовета.

## История
До 1917 года в составе Мехонской волости Шадринского уезда Пермской губернии. По данным на 1926 год деревня Николаевка состояла из 112 хозяйств. В административном отношении являлась центром Николаевского сельсовета Чашинского района Курганского округа Уральской области.

## Население
| 1989 | 2002 | 2010 |
| ---- | ---- | ---- |
| 122  | ↘121 | ↘97  |

По данным переписи 1926 года в деревне проживал 491 человек (234 мужчины и 257 женщин), в том числе: русские составляли 100 % населения.